# Mensingeweer
Mensingeweer (en groningois : Menskeweer) est un village de la commune néerlandaise de Het Hogeland, situé dans la province de Groningue.

## Géographie
Le village est situé à 14 km au nord de Groningue.

## Histoire
Mensingeweer fait partie de la commune de De Marne avant le 1er janvier 2019, quand celle-ci est supprimée et fusionnée avec Bedum, Eemsmond et Winsum pour former la nouvelle commune de Het Hogeland.

## Démographie
Le 1er janvier 2018, le village comptait 1 375 habitants.